# Белоярский муниципальный округ
Белоя́рский городской округ — муниципальное образование в Свердловской области России, относится к Южному управленческому округу.
Административный центр — посёлок городского типа Белоярский.
С точки зрения административно-территориального устройства области, Белоярский ГО вместе с городским округом Верхнее Дуброво находится в границах административно-территориальной единицы Белоярский район.
С 1 января 2025 года имеет статус муниципального округа.

## Географические данные
Белоярский городской округ расположен в южной части Свердловской области, восточнее города Екатеринбург, на водоразделе между реками Пышма и Исеть. В меридианном направлении территория МО протянулась с севера на юг на 56 км, с запада на восток на 53 км. Общая площадь Белоярского городского округа составляет 132 329 га.

## История

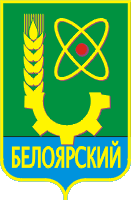
Герб (эмблема) округа времен СССР

В 1994 году в соответствии с временным Положением о местном самоуправлении в Свердловской области территория было создано муниципальное образование Белоярский район, в состав которого не вошёл рабочий посёлок Верхнее Дуброво, образовавший самостоятельное муниципальное образование (новые границы района были подтверждены 17 декабря 1995 года на местном референдуме).
10 ноября 1996 года муниципальные образования Белоярский район было включено в областной реестр.
С 31 декабря 2004 года Белоярский район был наделён статусом городского округа.
С 1 января 2006 года было утверждено наименования Белоярский городской округ.
В рамках административно-территориального устройства области, административно-территориальная единица Белоярский район продолжает существовать.

## Население
| 2010    | 2011    | 2012    | 2013    | 2014    | 2015    | 2016    |
| ------- | ------- | ------- | ------- | ------- | ------- | ------- |
| 34 583  | ↘34 480 | ↘34 132 | ↗34 210 | ↗34 310 | ↗34 487 | ↘34 378 |
| 2017    | 2018    | 2019    | 2020    | 2021    | 2023    |         |
| ↗34 954 | ↗35 073 | ↗35 537 | ↘34 869 | ↘34 222 | ↘33 553 |         |

## Состав городского округа
| №  | Населённый пункт   | Тип населённого пункта      | Население | Сельская управа              |
| -- | ------------------ | --------------------------- | --------- | ---------------------------- |
| 1  | Белореченский      | посёлок                     | ↘416      | Студенческая                 |
| 2  | Белоярская Застава | посёлок                     | ↗181      | Косулинская                  |
| 3  | Белоярский         | пгт, административный центр | ↘13 030   | Белоярская поселковая Управа |
| 4  | Бобровка           | посёлок                     | ↘28       | Косулинская                  |
| 5  | Большебрусянское   | село                        | ↘1280     | Большебрусянская             |
| 6  | Бруснятское        | село                        | ↘1022     | Бруснятская                  |
| 7  | Гагарский          | посёлок                     | ↘1078     | Малобрусянская               |
| 8  | Газета             | посёлок                     | ↘2        | Камышевская                  |
| 9  | Гилёва             | деревня                     | ↗116      | Черноусовская                |
| 10 | Головырина         | деревня                     | ↘18       | Камышевская                  |
| 11 | Гусева             | деревня                     | ↗214      | Малобрусянская               |
| 12 | Златогорова        | деревня                     | ↘234      | Камышевская                  |
| 13 | Измоденова         | деревня                     | ↘266      | Бруснятская                  |
| 14 | Каменка            | посёлок                     | ↗37       | Белоярская поселковая Управа |
| 15 | Камышево           | село                        | ↘874      | Камышевская                  |
| 16 | Ключи              | деревня                     | ↘137      | Камышевская                  |
| 17 | Колюткино          | посёлок                     | ↘34       | Большебрусянская             |
| 18 | Колюткино          | село                        | ↘83       | Большебрусянская             |
| 19 | Колюткинский       | посёлок                     | ↘7        | Большебрусянская             |
| 20 | Косулино           | село                        | ↗3136     | Косулинская                  |
| 21 | Кочневское         | село                        | ↘1364     | Кочневская                   |
| 22 | Логиново           | село                        | ↘438      | Большебрусянская             |
| 23 | Малиновка          | деревня                     | ↘73       | Белоярская поселковая Управа |
| 24 | Малобрусянское     | село                        | ↘345      | Малобрусянская               |
| 25 | Марамзина          | деревня                     | ↘7        | Большебрусянская             |
| 26 | Марамзино          | посёлок                     | ↘15       | Большебрусянская             |
| 27 | Некрасово          | село                        | ↘652      | Бруснятская                  |
| 28 | Озёрный            | посёлок                     | ↗8        | Студенческая                 |
| 29 | Октябрьский        | посёлок                     | ↘343      | Кочневская                   |
| 30 | Поварня            | деревня                     | ↗1344     | Косулинская                  |
| 31 | Прохладный         | посёлок                     | ↗2481     |                              |
| 32 | Рассоха            | посёлок                     | ↘198      |                              |
| 33 | Растущий           | посёлок                     | ↗647      | Хромцовская                  |
| 34 | Режик              | посёлок                     | ↗290      | Студенческая                 |
| 35 | Совхозный          | посёлок                     | ↘1359     | Хромцовская                  |
| 36 | Студенческий       | посёлок                     | ↘902      | Косулинская                  |
| 37 | Храмцовская        | посёлок                     | ↘43       | Хромцовская                  |
| 38 | Хризолитовый       | посёлок                     | ↘31       | Хромцовская                  |
| 39 | Хромцово           | село                        | ↘176      | Большебрусянская             |
| 40 | Черемхова          | деревня                     | ↘12       | Черноусовская                |
| 41 | Чернобровкина      | деревня                     | ↘227      | Бруснятская                  |
| 42 | Черноусово         | село                        | ↘715      | Черноусовская                |
| 43 | Шипелово           | посёлок                     | ↘39       | Белоярская поселковая Управа |
| 44 | Шиши               | деревня                     | ↗28       | Белоярская поселковая Управа |
| 45 | Ялунина            | деревня                     | ↘29       | Большебрусянская             |